# لنا (اسپانیا)
لنا (اسپانیایی: Lena‎) دهستانی در استان آستوریاس اسپانیا است. در این دهستان ۱۳٬۷۱۷ نفر زندگی می‌کنند. مساحت این دهستان ۳۱۵٫۵۱ کیلومتر مربع است.